# Charles Naillod
Charles Marie Alexandre Naillod, né à Paris le 6 juin 1876 mort le 14 juin 1941 à Lectoure (Gers), est un peintre, graveur et illustrateur français.

## Biographie
Il est le fils de Joseph Alexandre Naillod et de Marie Fanny Chol (il a trois frères et trois sœurs). Les Naillod sont originaires de Lyon et exercent depuis au moins trois générations la profession de soyeux. La famille est d’un milieu fortuné, conservateur et catholique. Charles est élevé chez les maristes. En 1893 Joseph Naillod meurt subitement, et on apprend qu’il est ruiné. Charles travaille quelque temps chez un marchand de tissus, mais son intérêt est déjà la peinture. Malgré l’opposition familiale à ce métier peu honorable, grâce à la fortune personnelle de sa mère, il peut entrer à l’école des beaux-arts de Paris, où il est élève de Jules Lefebvre, de Benjamin Constant et de Fernand Cormon. 
Le frère cadet de Charles, Gui, est aussi peintre, il signe sous le nom Dollian (le nom Naillod inversé).
En 1906 il rencontre une jeune couturière de théâtre, peut-être aussi modèle pour des peintres, Marguerite Péguet. Ils se mettent en ménage. En 1908 naissent des jumeaux, qui meurent très vite, et en 1909 une fille prénommée Paulette. Le couple se marie l’année suivante, au grand scandale de la famille.
Marguerite, superficielle et dépensière, exige beaucoup et son mari ne sait rien lui refuser. Il travaille beaucoup. Outre sa peinture, dans les années 1910 à 1915, Charles Naillod réalise des dessins de mode, de publicité, et d’innombrables aquarelles de « trottins » et d'« élégantes » parisiennes, d’un dessin très dynamique, caractérisé vers 1915 par une ombre portée noire très stylisée, sont éditées en cartes postales. Il va même jusqu’à dessiner des cartes « grivoises », malgré la rigueur morale qu’il conservera toujours.
En 1914, Charles Naillod est mobilisé. À trente-huit ans, sergent de réserve, il est affecté à un régiment territorial comme sergent fourrier, cantonné à Laon. Comme beaucoup de régiments territoriaux, qui ne sont pas supposés être sur le front, il se retrouve en première ligne : Champagne, Verdun, Chemin des Dames. Il est blessé deux fois et reçoit la croix de guerre et la médaille militaire. Il est nommé « dessinateur des lignes » auprès du général Mangin. Il n’a pas cessé de dessiner, remplissant des carnets entiers de croquis et peignant à la gouache ou à l’huile paysages, soldats, prisonniers, scènes de vie…
Un choc brutal pour lui est la réception d’une lettre sans doute très enflammée de Marguerite, mais qui ne lui était pas destinée. Ses chefs compréhensifs le dispensent un temps de monter à l’assaut. Il ne revient pas à Paris et prolonge son service jusqu’en 1919.
À son retour, il habite à Montmartre, face à l’appartement de Vuillard. Il a reporté tout son amour sur sa fille Paulette. Il accepte cependant toujours de répondre aux appels au secours de Marguerite. Il finit par accepter le divorce, qui est contre ses convictions religieuses, à la fin des années 1920.
Charles Naillod a exposé régulièrement des portraits, des nus et des marines à partir de 1906 au Salon des indépendants puis au Salon des artistes français à partir de 1920. En 1926, il est élu secrétaire du Salon. En 1928, il présente aux Indépendants L’éveil de la dryade et Sur la dune. En 1935 au Salon il expose La tortue grise et Le jardin secret.
C’est un « peintre de Montmartre », qui a résidé longtemps au 39 de la rue Lamarck à Paris, puis au 56, rue de Douai. 
En 1938, il quitte Paris pour rejoindre sa fille Paulette, mariée et mère d’un petit garçon, à Lectoure (Gers). Reçu parmi les notables locaux, membre de la Société archéologique du Gers, il peint de nombreuses vues de Lectoure et des environs. Il peint même, pour la famille qui l’héberge dans la maison Subervie, un tableau d’histoire représentant la mort de Jean V d’Armagnac à Lectoure en 1473. Il meurt en 1941 et est enterré au cimetière Saint-Gervais de Lectoure.

## Œuvres
On le rattache à l'École de Paris, mais sa facture est assez classique, avec une discrète influence Art Déco. Son thème de prédilection est la femme, qu'il représente nue ou habillée, dans des sujets classiques souvent liés à l'Antiquité et à la Mythologie, ou des scènes d’intimité ou de « boudoir ». Graveur, il pratique la gravure sur bois (illustrations de Mado, de Maurice Level, Baudinière, 1919), mais surtout l’eau-forte et l’aquatinte, plus rarement la lithographie. On le compare souvent à Louis Icart pour ses gravures, et à Jean Dupas pour ses peintures, mais s’en distingue par un traitement moins assujetti à la mode du temps. Il réalise également des affiches (Gustave Rouquier).
Il est aussi portraitiste et paysagiste, et il s’est à l’occasion attaqué à la peinture d’histoire.